# Image Comics
Image Comics (oft kurz Image) ist ein US-amerikanischer Comicverlag, der 1992 von sieben bekannten Comicautoren gegründet wurde. Diese waren Erik Larsen, Jim Lee, Rob Liefeld, Todd McFarlane, Whilce Portacio, Marc Silvestri und Jim Valentino. Image verlegt Werke von Comicautoren und Zeichnern, welche die Rechte an ihren Schöpfungen behalten („Creator-owned-Comics“).

## Geschichte

### Aufstieg
Todd McFarlane hatte Anfang der neunziger Jahre mit seiner visuellen Neuinterpretation von Marvel Comics’ Spider-Man die Comicwelt begeistert. Rob Liefeld, der damals X-Force zeichnete, und Jim Lee, der X-Men-Zeichner, stellten Marvel ein Ultimatum. Entweder der Verlag würde Serien produzieren, deren Rechte bei den Zeichnern lagen, oder sie würden den Verlag verlassen. Terry Stewart, der damalige Präsident von Marvel, bot den Zeichnern das schlecht laufende Epic-Label des Verlags an, was die Zeichner ablehnten.
McFarlane und Liefeld konnten auch ihre Kollegen Erik Larsen, Marc Silvestri, Whilce Portacio sowie den im Independent-Bereich durch seinen Comic Normalman bekannt gewordenen Jim Valentino, der damals für Marvel an Guardians of the Galaxy arbeitete, von ihrer Idee überzeugen. Die sieben Zeichner verließen Marvel und gründeten mit Image Comics ihren eigenen Verlag. Portacio verließ Image bald, und die restlichen sechs Zeichner begannen mit der Erschaffung ihrer eigenen Serien. Anfänglich wurden Image Comics durch Malibu Comics vertrieben, doch der Erfolg des jungen Verlags erlaubte bald einen eigenen Vertrieb.
Die ersten Titel, die Image produzierte, waren Spawn von McFarlane, Savage Dragon von Larsen, Shadowhawk von Valentino, WildC.A.T.s von Lee, Youngblood und Brigade von Liefeld und CyberForce von Silvestri. Der anfängliche Erfolg der Image-Titel war enorm, und der als dynamisch und extravagant wahrgenommene Stil der Comics (Image Style), den die sechs Zeichner prägten, wurde bald zum definierenden Merkmal der Superheldencomics der frühen Neunziger. Neben Valiant Comics war Image der Hauptgrund für die Spekulationsblase, die Comics in dieser Zeit erlebten.

### Terminprobleme und persönliche Streitigkeiten
Weitere Titel wie Dale Keowns Pitt, Sam Keiths The Maxx und Alan Moores 1963 erschienen bei Image, doch die Serien der Gründer begannen sich immer weiter zu verspäten. Ohne redaktionellen Druck waren die erfolgsverwöhnten Zeichner nicht in der Lage, ihre Comics zeitgerecht fertigzustellen. Das Deathmate-Crossover mit Valiant Comics, dessen Abschluss sich über ein halbes Jahr verspätete, war der Höhepunkt dieser Entwicklung. Comicläden begannen den Glauben an Image zu verlieren, und die Verkaufszahlen gingen zurück.
Zudem begann die einheitliche Front der Image-Gründer, von denen jeder sein eigenes Studio hatte, zu bröckeln. Im Juni 1996 verließ Marc Silvestri mit seinem Studio Top Cow Image. Der Grund dafür waren Streitigkeiten mit Rob Liefeld. Am 4. September 1996 wurde Liefeld von den verbliebenen Gründern gefeuert und verklagte bald darauf Image. Image reichte Gegenklage ein, und 1997 einigten sich die Parteien außergerichtlich.

### Veränderungen
Während Silvestri Top Cow noch 1997 zurück zu Image führte, verkaufte Jim Lee sein Wildstorm-Studio 1998 an DC Comics. 1998 übernahm Valentino die Position des Image-Herausgebers von Larry Marder, der sie beinahe seit der Gründung des Verlags innegehabt hatte. Valentino änderte den Kurs von Image und begann, neben den traditionellen Superheldencomics auch Comics von Talenten wie Brian Michael Bendis, Robert Kirkman oder Eric Shanower zu verlegen, die in allen möglichen Genres angesiedelt waren.
Damit schaffte Image es, sich dauerhaft neben Dark Horse Comics als größter Verleger von „Creator-owned-Comics“ zu etablieren. Im Februar 2004 wurde Valentino von Erik Larsen als Herausgeber abgelöst, verblieb aber bei Image. Im Juni 2008 übergab Larsen seinen Job an Eric Stephenson (bis dahin Creative Director bei Image). Im Juli 2008 wurde mit Robert Kirkman zum ersten Mal seit Gründung von Image ein neuer Image-Partner aufgenommen.

## Studios
Sechs der sieben Gründer von Image Comics (Ausnahme: Whilce Portacio) bildeten ihre eigenen Studios, unter deren Namen ihre Comics erschienen. Später stieß noch Robert Kirkman dazu:
- Rob Liefeld: Extreme Studios (1992–1997), später Awesome Comics (1997–2000), Auflösung 2000
- Erik Larsen: Highbrow Entertainment (seit 1992)
- Jim Valentino: Shadowline (seit 1992)
- Robert Kirkman: Skybound Entertainment (seit 2010)
- Todd McFarlane: Todd McFarlane Productions (seit 1992)
- Marc Silvestri: Top Cow Productions (1992–1996, seit 1997)
- Jim Lee: Wildstorm (1992–1998), Übernahme durch DC Comics 1999, Auflösung 2010

## Veröffentlichungen

### USA
Savage Dragon und Spawn sind die einzigen Serien aus den Anfängen von Image Comics, die im englischsprachigen Original immer noch erscheinen. Zu den weiteren bedeutenden Serien von Image Comics gehören außerdem:
| - A Distant Soil - Astro City - Bomb Queen - Chew - Cyblade - Darkchylde - The Darkness - Elephantmen - Fathom | - Gamix - Gen¹³ - Gødland - Invincible - The Maxx - Noble Causes - Painkiller Jane - The Red Star - Saga | - Shadowhawk - Stormwatch - The Tenth - Tomb Raider - The Walking Dead - Warlands - WildC.A.T.s - Witchblade - Youngblood |

### Deutschsprachiger Raum
In deutscher Sprache waren verschiedene Verlage für die Publikation verantwortlich (Titelauswahl der wichtigsten Verlage):
- Cross Cult: Chew, Saga, The Walking Dead, Drifter, Revival, Hack/Slash
- Infinity Verlag: The Darkness, Fathom, Spawn, The Tenth
- Modern Graphics: Gamix, The Red Star, Tomb Raider (unter dem Imprint mg/publishing/)
- Panini Verlag: Darkchylde, Painkiller Jane, Spawn, Warlands (zeitweise unter dem Imprint Generation Comics)
- Speed Comics: Astro City
- Splitter: Witchblade, diverse Wildstorm-Titel (wie Gen¹³, WildC.A.T.s)